# 纳奥里耶帕康格拉克帕
纳奥里耶帕康格拉克帕（Naoriya Pakhanglakpa），是印度曼尼普尔邦西因帕尔县的一个城镇。总人口6619（2001年）。

## 人口
该地2001年总人口6619人，其中男性3280人，女性3339人；0—6岁人口694人，其中男359人，女335人；识字率78.97%，其中男性为85.09%，女性为72.96%。